# Respuesta Cívica
Respuesta Cívica (húngaro: Polgári Válasz) es un partido político húngaro de centroderecha, de tendencia  conservadora y cívica, que fue fundado en 2020 por János Bencsik, un diputado no adscrito del parlamento de Hungría.

## Ideología
El partido quiere crear una sociedad basada en virtudes cívicas. Aprecian el patrimonio cultural cristiano de Hungría, la nación y la familia, como institución social fundamental. Enfatizan la responsabilidad individual y la autonomía cívica. El partido también quiere crear una fuerte clase media. Están a favor de la libertad de expresión, académica y artística. Su credo político también menciona la importancia de la renovación moral de la sociedad.

## Historia
János Bencsik, un ex diputado de Jobbik, fundó la Respuesta Cívica el 4 de diciembre de 2020, porque Jobbik se unió a la coalición electoral de los partidos de oposición de izquierda. Actualmente, el partido tiene dos diputados en la Asamblea Nacional de Hungría, así como varios miembros de las asambleas regionales, así como alcaldes y concejales locales. El partido participará en las elecciones generales de 2022, presentando su propia lista nacional y candidatos individuales en cada distrito electoral.